# Mats Wieffer
Mats Wieffer (Borne, Países Bajos, 16 de noviembre de 1999) es un futbolista neerlandés que juega como centrocampista en el Brighton & Hove Albion F. C. de la Premier League.

## Trayectoria
Nació en Borne, jugó en las categorías inferiores del RKSV NEO a los 5 años, antes de incorporarse a la academia del F. C. Twente a los 10 años. Hizo una aparición en la Derde Divisie con el Jong FC Twente en la temporada 2017-18, antes de debutar como profesional con el Twente el 30 de octubre de 2018 en una victoria por 4-2 en la Copa de los Países Bajos contra el VV Noordwijk. Debutó en la liga en una victoria por 2-0 ante el FC Oss en marzo de 2019.
En junio de 2020 se unió al Excelsior Róterdam en una transferencia gratuita, firmando un contrato de tres años con el club.
En junio de 2022 se trasladó al Feyenoord con un contrato de cuatro años. Cumplió la mitad de ellos, en los que marcó nueve goles y dio once asistencias en 79 partidos, ya que en julio de 2024 fue traspasado al Brighton & Hove Albion F. C.

## Selección nacional
El 27 de marzo de 2023 hizo su debut con la selección de los Países Bajos saliendo de titular en un partido de clasificación para la Eurocopa 2024 ante Gibraltar que ganaron por tres a cero.

## Estadísticas

### Clubes
Actualizado al último partido disputado el 10 de mayo de 2025.
| Club                                    | Div.          | Temporada     | Liga  | Liga  | Liga   | Copas nacionales | Copas nacionales | Copas nacionales | Copas internacionales | Copas internacionales | Copas internacionales | Total | Total | Total  |
| Club                                    | Div.          | Temporada     | Part. | Goles | Asist. | Part.            | Goles            | Asist.           | Part.                 | Goles                 | Asist.                | Part. | Goles | Asist. |
| --------------------------------------- | ------------- | ------------- | ----- | ----- | ------ | ---------------- | ---------------- | ---------------- | --------------------- | --------------------- | --------------------- | ----- | ----- | ------ |
| F. C. Twente · Países Bajos             | 2.ª           | 2018-19       | 1     | 0     | 0      | 1                | 0                | 0                | —                     | —                     | —                     | 2     | 0     | 0      |
| F. C. Twente · Países Bajos             | Total club    | Total club    | 1     | 0     | 0      | 1                | 0                | 0                | 0                     | 0                     | 0                     | 2     | 0     | 0      |
| Excelsior Róterdam · Países Bajos       | 2.ª           | 2020-21       | 31    | 1     | 4      | 4                | 0                | 1                | —                     | —                     | —                     | 35    | 1     | 5      |
| Excelsior Róterdam · Países Bajos       | 2.ª           | 2021-22       | 40    | 5     | 7      | 2                | 0                | 2                | —                     | —                     | —                     | 42    | 5     | 9      |
| Excelsior Róterdam · Países Bajos       | Total club    | Total club    | 71    | 6     | 11     | 6                | 0                | 3                | 0                     | 0                     | 0                     | 77    | 6     | 14     |
| Feyenoord · Países Bajos                | 1.ª           | 2022-23       | 25    | 1     | 5      | 4                | 1                | 1                | 8                     | 1                     | 1                     | 37    | 3     | 7      |
| Feyenoord · Países Bajos                | 1.ª           | 2023-24       | 29    | 5     | 3      | 5                | 0                | 0                | 8                     | 1                     | 1                     | 42    | 6     | 4      |
| Feyenoord · Países Bajos                | Total club    | Total club    | 54    | 6     | 8      | 9                | 1                | 1                | 16                    | 2                     | 2                     | 79    | 9     | 11     |
| Brighton & Hove Albion F. C. Inglaterra | 1.ª           | 2024-25       | 23    | 1     | 4      | 3                | 0                | 0                | —                     | —                     | —                     | 26    | 1     | 4      |
| Brighton & Hove Albion F. C. Inglaterra | Total club    | Total club    | 23    | 1     | 4      | 3                | 0                | 0                | 0                     | 0                     | 0                     | 26    | 1     | 4      |
| Total carrera                           | Total carrera | Total carrera | 150   | 13    | 23     | 19               | 1                | 4                | 16                    | 2                     | 2                     | 185   | 16    | 29     |

## Palmarés

### Títulos nacionales
| Título                   | Club      | País         | Año     |
| ------------------------ | --------- | ------------ | ------- |
| Eredivisie               | Feyenoord | Países Bajos | 2022-23 |
| Copa de los Países Bajos | Feyenoord | Países Bajos | 2023-24 |